# 陸庭諭
陸庭諭（1930年5月31日—2020年7月11日），馬來西亞華教鬥士，小學教師、华文教育運動前領導人，曾長期出任該國馬來西亞華校教師會總會前副主席、林連玉基金主席，曾長期參與馬來西亞重大的文教抗議行動。

## 生平
祖籍廣西容縣。1930年出生於馬來西亞柔佛州麻坡县（现东甲县）玉射乡。1947年當地小學五年級肄業，1950年在麻坡中化中學初中畢業。1952年吉隆坡州立學校高師班畢業後開始執教至1990年，前後27年。其中曾在吉隆坡半山芭中華聖公會育三小學（1953－1964）、吉隆坡蕉賴三條半石南強小學（1965－1982）任教，發生強制調職的政治迫害事件後失去教職和退休金，轉至吉隆坡尊孔獨立中學任教至退休（1983－1990）。
社會活動方面，1954年加入教師公會；該年遭英殖民政府疑為馬共而曾扣留四天。1961年林連玉遭褫奪公民權時，為此發表<爲林連玉事件而呼籲>。1965年起任教總副主席，之後參與創設華文獨立大學的獨大運動。1978年，在街頭為獨中籌款時，遭暴徒襲擊。1979年，遭人申請外調至遠地，以任教丁加奴日底（Jerteh）中華小學，纏訟三年後官司失敗失去公務員身份和退休金。1980年代長期參與1984年起的馬六甲三保山保衛運動。1984年，到馬來西亞教育部部門門口靜坐抗議雪蘭莪州教育局下令華小每週集會必須使用馬來語，最終迫使教育總監收回成命。1987年發生華小高職事件，當時馬來西亞政府調派不諳華語的人選出任華小行政高職企圖讓華小變質。同年發生茅草行動，政府大肆逮捕教育界人物，但陸未被扣留，期間乃任教總代主席。1990年自尊孔退休後，出任吉隆坡教師公會主席。1994年，沈慕羽退任後，競選教總主席失敗。
1996年，出任林連玉基金主席至2008年6月。2001年，參與白小保校運動，反對該國政黨馬華公會收購傳統紙媒南洋商報的528報變。2003年辭任教總副主席失敗後，2006年轉任教總顧問。2008年發生對女記者的非禮事件，陸隨後道歉並宣佈辭去一切職位，並在該年12月21日後淡出公眾視野。
2009年，出任金馬士紅樓四館顧問，該四館為林連玉資料館、沈慕羽紀念館、陸庭諭文物館和明心見性圖書館。2016年起數度小中風。2020年因肺積水入院治療，并于同年7月11日逝世。

## 評價
馬來西亞華社並稱林連玉、沈慕羽與陸為華教三劍客。
學者何啟良認為他在馬來西亞華文教育史上代表著一股剛毅的力量。
學者廖文輝認為陸在抗爭作風上，與林、沈的組織群眾發動輿論以引導抗爭不同，比較傾向個人鬥爭，如發文告、靜坐、落髮等，故能輔助前線並對群眾有強大的影響力。

## 社会事件

### 性骚扰女记者事件
2008年12月19日，《星洲日报》一名女记者在部落格申诉遭华教元老陆庭谕性骚扰的贴文在媒体同业里传开，在马来西亚中文媒体不愿意报导的情况下，由《独立新闻在线》率先报导。一名受害的社运人士向《独立新闻在线》表示，她曾在六年前的一项活动上被陆庭谕熊抱、搭腰和不以为意地亲吻脸颊；在此之前，陆庭谕总是在致电她时，昵称她的名字，也曾要她称唤陆庭谕“爸爸”，令她有恶心之感。两名任职中文报的女记者也告知《独立新闻在线》她们的类似遭遇。2天后，陆庭谕发表文告指出其肢体动作，或言语上女性有所冒犯或不敬，对此公开道歉，同时宣布即刻辞去教总和林连玉基金顾问的职位，和停止所有对外的公开活动。该事件也凸显了部分马来西亚中文媒体抱着“家丑不外扬”的心态掩盖实情，直到陆庭谕公开道歉后才跟进有关报导，一些媒体则在跟进报道的同时突出“顾全华教运动大义”的重要性，试图婉转为报道此案辩解。
2009年1月21日，世界华文媒体集团旗下的两份报刊《中国报》与《风采》疑似相互置入行销的手法再次翻报陆庭谕性骚扰事件，引起陆庭谕家属批评此举违反新闻采访道德的准则，以及由维护媒体独立撰稿人联盟（WAMI）发起的《商业利益凌驾新闻伦理，扭曲性骚扰弱势情境》，获得至少50个华社团体联署抗议。